# Heinrich Meyer (Werftdirektor)
Carl Heinrich Wilhelm Arend Meyer (* 12. November 1869 in Bremen; † 13. Dezember 1942 in Bremen) war ein deutscher Unternehmer und Werftdirektor in Bremen-Vegesack.

## Biografie
Meyer trat 1890 als Buchhalter in die Werft von Johann Lange in Bremen-Vegesack ein. Bald wechselte er nach Magdeburg, da die Geschäfte der Werft schlecht liefen. Jedoch wurde Ende 1893 die AG Bremer Vulkan Schiffbau und Maschinenfabrik gegründet, die auch die Langesche Werft übernahm. Meyers ehemaliger Vorgesetzter, Victor Stanislaus Nawatzki, wurde nun Direktor der neu gegründeten Werft und überzeugte ihn, nach Vegesack zurückzukehren. Zu Beginn des Jahres 1894 trat Meyer beim Vulkan ein, wurde bald Prokurist und leitete das kaufmännische Büro. 1912 wurde er einer von drei Direktoren, 1914 stellvertretendes Vorstandsmitglied. Nach dem Ausscheiden von Nawatzki übernahm Meyer im November 1922 die kaufmännische Leitung der Werft als neues Vorstandsmitglied, zusammen mit Wilhelm Knauer (Maschinenbau) und Mathias Esser (Schiffbau). Nach dem Ende seiner Direktorentätigkeit wurde Meyer 1938 Mitglied des Aufsichtsrates.
Meyer förderte zudem den Wohnungsbau für die Werftarbeiter. Er war leitend in mehreren Institutionen tätig, unter anderem war er Mitglied des Stadtrats von Vegesack. Meyer starb im Alter von 73 Jahren und wurde auf dem Neuen Friedhof in Vegesack bestattet.
Die Heinrich-Meyer-Straße liegt im Vegesacker Ortsteil Fähr-Lobbendorf, in dem auch die Langesche Werft lag.